# Joan Calafat
Joan Calafat (Palma de Mallorca, 1953-23 de abril de 2022) fue un presentador de televisión, locutor de radio y editor especializado en el mundo de la sanidad.

## Biografía
Nacido en 1953, funda en 1986 la televisión local Canal 4, emisora donde trabajó hasta el año 1991, asumiendo la dirección general y también la presentación de programas.
Paralelamente, durante dos años, desde 1989, presentó y dirigió, en Radio Nacional (RNE) Radio 4, el programa De bon matí, que se emitía diariamente, de lunes a viernes.
En 1992, encabezó la fundación de una segunda televisión local, Canal 37, donde presentó los espacios Sa Paíssa, Aquesta es la seva vida y Diumenge, diumenge. 
De regreso a Canal 4, en 1995, inauguró las emisiones de Salut i Força, programa especializado en información sanitaria de las Islas Baleares, que ahora se emite en la televisión autonómica IB3 Televisió.
En 1998 creó la revista del mismo nombre y en 2003 esta publicación mensual se convirtió en un periódico gratuito quincenal. Después de varias etapas, la publicación continúa distribuyéndose en la actualidad, con la misma periodicidad, habiéndose creado también, en su momento, las ediciones de la Comunidad Valenciana (2008) y Aragón (2009), esta última ya desaparecida. 
En el año 2000, trasladó su proyecto a la radio, con una primera temporada de emisiones en Onda Cero. En periodos posteriores, Salut i Força conoció sucesivas etapas en Radio Manía Mallorca y IB3 Ràdio, donde se emite actualmente. 
En el año 2022, fallece como consecuencia de una larga enfermedad.